# Zwischenkalbezeit
Als Zwischenkalbezeit (auch ZKZ) bezeichnet man in der Rinderproduktion den Zeitraum zwischen zwei Abkalbungen.
Die Zwischenkalbezeit ist eine ökonomische Kenngröße. In der Rinderproduktion wurde in der Vergangenheit eine Zwischenkalbezeit von 360 Tagen angestrebt, also ein Kalb pro Kuh und Jahr. Um diese Zielvorstellung zu erreichen, muss eine Rastzeit zwischen 50 und 70 Tagen und eine Zwischentragezeit von 85 Tagen eingehalten werden. Dies setzt eine ungestörte Nachgeburtsphase (Puerperium) voraus.
Diskutiert und auch praktiziert wird vermehrt eine längere freiwillige Wartezeit. Dies bietet einige Vorteile, darunter eine geringere Gesamtzahl an Kälbern und eine verbesserte Kälbergesundheit, aber auch eine geringere tägliche Restmilchmenge zum Ende der Laktationsphase, was einen einfacheren und saubereren Übergang zum Trockenstehen begünstigt.
Im Herdenmanagement werden zur Berechnung der Zwischenkalbezeit nur Tiere erfasst, die wieder abkalben, Kühe mit Fehlgeburten werden also herausgerechnet. In der Praxis liegen die Zwischenkalbezeiten jedoch meist bei rund 390 Tagen im Schnitt der Herde. Dabei sind tierindividuelle Abweichungen von 340 bis 440 Tagen die Regel.